# Мері (слониха)
Мері (Велика Мері; англ. Mary, Big Mary; близько 1886 р. — 13 вересня 1916 р., Ервін, Теннессі, США) — азійська слониха, яка виступала в американському цирку братів Спаркс (англ. Sparks World Famous Shows). Стала відомою після того, як була страчена за вбивство людини.

## Вбивство людини
12 вересня 1916 року циркова трупа братів Спаркс приїхала на виступ у місто Кінгспорт, Теннессі. Вони привезли з собою 30-річну слониху Мері, яка теж повинна була виступати. За Мері стежив робітник Ред Елдрідж, новачок у цирковій роботі, який не вмів поводитися з тваринами. Перед одним з виступів Елдрідж, щоб вивести Мері на сцену, пробив її вухо гачком. Мері розсердилася, обхопила його хоботом, і, кинувши на землю, затоптала насмерть. Виникла паніка. По слонисі стали стріляти, проте середній калібр куль не вбивав її. Слониху нарешті вдалося зупинити. Місцевий шериф Хікман «заарештував» Мері і закрив у клітці поруч з міською в'язницею. Жителі сусідніх міст, дізнавшись про цей випадок, заявили, що не приймуть цей цирк у себе, поки слониха жива.
Хоча достеменно відомо про одного загиблого, в «Хочете — вірте, хочете — ні» від 1938 року повідомлялося, що слониха відповідальна за смерть 3 людей, а чутки йшли про 8 убитих.

## Страта Мері
Під тиском громадськості власники цирку брати Спаркс прийняли рішення — на наступний день Мері повісили на залізничному підйомному крані на очах у натовпу глядачів. Зібралося близько 5000 чоловік. Але ланцюг, за якому повісили слониху, не витримав ваги і обірвався. Мері впала, зламавши стегно. Її повісили знову, і Мері померла. Її поховали поруч з місцем розправи.

## Інші випадки страти слонів
Схожа доля спіткала раніше, в 1903 році, слониху на ім'я Топсі. Її стратили, пропустивши через тіло змінний електричний струм під напругою 6600 В. На відміну від Мері, попередньо було проведено розслідування, яке визнало Топсі небезпечною для людей.

## У масовій культурі
- Співак Чак Бродски написав пісню про Мері — «Mary The Elephant».